# Alfred Ribeaud
Alfred Ribeaud (* 21. September 1886 in Porrentruy; † 27. November 1954 ebenda) war ein Schweizer Richter, Journalist und Politiker (CVP).

## Biografie
Sein gleichnamiger Vater war Rechtsanwalt und Chefredaktor der katholisch-konservativen Zeitung Le Pays, seine Mutter war Jeanne Grenouillet. Nach der Matura am Gymnasium von Porrentruy studierte Ribeaud Rechtswissenschaften an den Universitäten Freiburg und Bern. 1915 erwarb er das Anwaltspatent, fünf Jahre später promovierte er. Bereits während seines Studiums begann er journalistisch tätig zu werden. Er schrieb für die Zeitung La Liberté in Freiburg, für die Zeitung Le Courrier in Genf und die Zeitschrift La Voile latine. 1917 übernahm er von seinem Vater den Posten als Chefredakor von Le Pays. Der Heilige Stuhl entsandte Ribeaud 1919 in die neu gegründete Tschechoslowakei, um über die dortige Lage der Katholiken Bericht zu erstatten. Neben seiner journalistischen Tätigkeit war er von 1925 bis 1948 Präsident des Bezirksgerichts von Porrentruy.
1917 wurde Ribeaud als Kandidat der Katholisch-Konservativen in den Grossen Rat des Kantons Bern gewählt, dem er bis 1922 angehörte. Als Reaktion auf Germanisierungstendenzen vor und während des Ersten Weltkriegs gründete er am 24. April 1917 mit mehreren Mitstreitern die separatistische Organisation Mouvement séparatiste jurassien, die sich für einen eigenständigen jurassischen Kanton einsetzte. Er veröffentlichte Texte wie Au temps des cerises («Zeit der Kirschen»), La Question jurassienne («Die Jurafrage») und Nous voulons l’autonomie («Wir wollen Autonomie»). Die Bewegung verlor rasch an Schwung, stellte ihre Aktivitäten bald ein und wurde erst 1947 nach der Moeckli-Affäre wiederbelebt.
Ab 1918 war Ribeaud mit Marie Stein verheiratet, nach deren Tod ab 1948 mit Jeanne Riat. Von 1947 bis 1952 war er Vizepräsident der Société jurassienne d’émulation und vertrat diese im Comité de Moutier, das ein Autonomiestatut für den Jura auszuarbeiten versuchte. Ribeaud galt als literarisch und historisch bewandert, ihn verband eine grosse geistige Nähe zum rechtskonservativen Intellektuellen Gonzague de Reynold.